# Betchard
Betchard is een Belgisch bier van hoge gisting.
Het bier wordt gebrouwen in Brasserie de Tubize te Tubize. Het bier werd oorspronkelijk gebrouwen bij Brasserie de la Senne en nadien bij De Proefbrouwerij en sinds 2009 in de eigen brouwerij. Betchard is de naam van de mascotte van de gemeente Tubize. Op het etiket (ontworpen door Louis-Michel Carpentier) prijken ook het wapenschild en het silhouet van de kerk van Tubize.

## Varianten
- Brune, bruin bier met een alcoholpercentage van 7%
- Blonde, blond licht troebel bier met een alcoholpercentage van 5,5%